# Сребрист дик-дик
Сребрист дик-дик (Madoqua piacentinii) е вид дребен бозайник от семейство Кухороги (Bovidae).

## Разпространение
Видът се среща в ниски гъсталаци по югоизточния бряг на Сомалия, както и в храсталаците по долината на река Шебеле в Югоизточна Етиопия.